# 提刑按察使司按察使
提刑按察使司按察使（ていけいあんさつししあんさつし、満洲語：ᠪᠠᡳ᠌ᠴᠠᠮᡝ
ᠪᡝᡳ᠌ᡩᡝ᠋ᡵᡝ
ᡥᠠᡶᠠᠨ　転写：baicame beidere hafan）は、中国の地方官。時代が変遷するにつれて、その職務内容も変化するが、清朝では管轄する省の司法・治安・監察を司った。通常は按察使と呼称され、この記事でも以下単に按察使と表記する。また臬司（げつし）、臬台（げつだい）あるいは廉訪とも簡称される。英名では“Provincial Judge”もしくは“Judicial Commissioner”と表記する。近代以降は、中国内の租界・植民地における高等法院外国人判事も按察使と称した。以下では特に清代における按察使を中心に解説する。

## 沿革
按察使の名は、唐に既に見え、睿宗の時期に巡察使（按察使とも、後の観察使）を設置した。下って北宋の仁宗の時期には転運使を按察使と改名している。按察使が司法的な官となったのは遼の聖宗の治世以降のことである。廉訪という名は尊称であるが、これは元の世祖の時期に按察使が廉訪司と改称されたことに由来する。元代、地方行政は行中書省が強力な権限を有していたが、次いで起こった明朝ではその権限を軍事・財政・司法の3つに分割し、そのうち監察・司法を専門に担う官として按察使を設置した。明の後、中国を支配した清朝は基本的に明の制度を踏襲している。

## 組織

### 清朝の地方行政

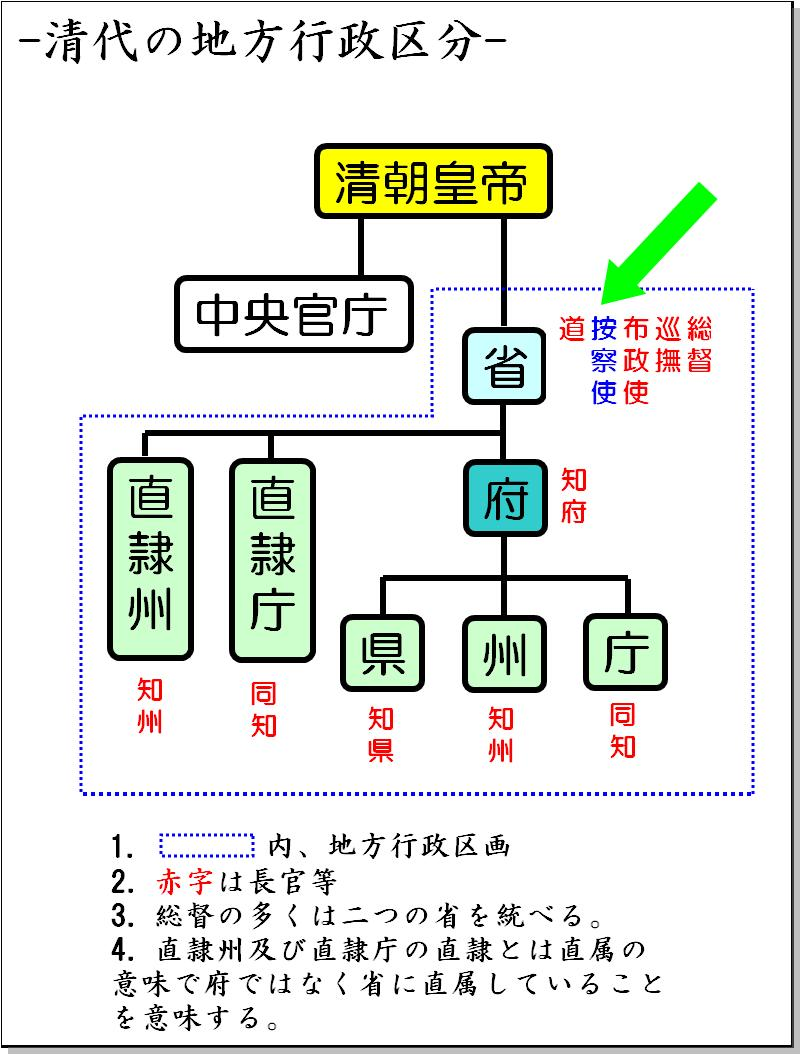
清朝の地方官制を極めて簡略に図解したもの

まず清朝の地方行政を簡略に記す。王朝支配地は直隷省や広東省といった省単位に分けられ、その一省から数省を統括する官僚として総督を、各省ごとに巡撫を置いた。さらにその下に按察使と財政・民政を職務とする布政使が配置されていた。按察使と布政使は、よく「両司」と並び称される。
省はさらに道・府・州・県・庁と行政単位が細分化され、それぞれ道員・知府・知州・知県・同知といった行政長官が配置されていた。官品から言えば、総督が正二品、巡撫・布政使が従二品、按察使は正三品であり、すなわち地方行政の中ではNo.4に位置する大官となる。道員から同知までは正四品から正七品にすぎない。ただ付言すれば、総督・巡撫と按察使は上下関係にあるが、布政使と按察使は上下関係に有るわけではない。官品的に布政使の方が格上とされるだけである。
留意しなくてはならないのは、前近代中国の地方行政区の首長、たとえば知府や知州・知県などは、行政も司法（裁判官と検察）も兼務する、いわば総合職だという点である。したがって以下で「下級審」ということばを使用していても、それは知府や知州・知県自身が行う裁判であり、判事といった専門職についた官僚が行うものではない。

### 按察使の組織
正式名に見える「按察使司」は役所名であり、按察使はその長官である。基本的に各省に一人ずつ配される。ただ例外的に新疆省と台湾省のみは、新疆鎮迪道・台湾道という地方官がその地の按察使をそれぞれ兼務し、単独では配置しなかった。
そして按察使の補佐として配下に経歴・知事・照磨・司獄という官が置かれた。ただし補佐として置かれる官は各省ごとに異同があって一様ではない。たとえば照磨は安徽省や福建省など7省で置かれているに過ぎない。彼らには以下のように具体的な職務があり、その役所も按察使司の付近に置かれている。あるいはその中に有る場合もある。
- 経歴 - 正式名、経歴司経歴。官位は正七品。以下の知事・照磨・司獄のまとめ役。また主に公文書の出納を司る。
- 知事 - 正八品。刑罰を実地に調査する。
- 照磨 - 正式名、照磨所照磨。正九品。事件調書を調べ相互に照らし合わせる。
- 司獄 - 正式名、司獄司司獄。従九品。按察使司の監獄における囚人拘留の管理。

また上記の官僚たちに仕える胥吏・衙役と呼ばれる人々がおり、雑務をこなした。前者が事務的な処理を行い、後者が肉体労働的な処理（逮捕や看守等）を行った。これも省の規模などにより、人数は様々であった。
この他、按察使本人が個人的に雇用する幕友と呼ばれる私的ブレーンがいた。いわば政策秘書であるが、その存在意義は地方行政にあって無視できないものがある。上奏文の起草や詳しい法律知識など秘書的役割を幕友が担っていた。司法関連で雇用された幕友を特に「刑名幕友」といい、財政関連の幕友は「銭穀幕友」という。なおこの幕友には浙江省、特に紹興出身者（紹興師爺）が多かったことで有名である。幕友のような専門的知識を有する者が必要とされたのは、按察使といえど『大清律令』や『大清会典』について隅々まで熟知していなかったためであり、さらに言えば、官僚となるための試験科挙には法律知識を問うような実務的な内容は一切含まれていなかったことも、幕友を必要とした理由である。官僚の司法的専門知識に関する問題は、清末の官制改革でも焦点となる。
さらに中国の官僚には、出身地との癒着が無いように地元以外の所に赴任する本籍廻避の制というルールがある。そのため任地についての情報に疎くなりがちなため、情報収集や地元有力者との折衝を担う人材が必要であった。また前述の胥吏・衙役は民衆からの手数料を生活の資としたため、ややもすれば利己的行動に走りやすく、それを制御する者も必要であった。

### 按察使司の構造
省内の司法・治安・監査を統べる按察使の役所は、その職務に応じ非常に大規模である。たとえば直隷省の按察使司を例に取ると、この省には清代、第二審クラス（府や直隷州）の裁判所が20カ所、第一審クラス（州・県・庁）が143カ所あった。それらを統括するために、按察使司には東房・中保房といった名の付いた28もの課（房は課にあたる）が設けられていた。このうち20もの課が州県の裁判事務に対応するために設けられたものである。地域ごとに担当区を分けていた。残りの8課は強盗殺人の事案を州県官に督促するためのもの、文武官の官職昇降の査定やその犯罪についての事務を扱うもの、他省との折衝の担当など事務の性質によって分けられたものであった。

## 職掌
按察使の職掌は、『清史稿』職官志に以下の通り簡単に記されている。
按察使は風紀を振揚し、吏治を澄清するを掌る。至る所の囚徒を録し、辞状を勘し、大なる者は藩司と会して議し、以て部・院に聴す。闔省の駅伝を領するを兼ぬ。三年ごとの大比は監試官に充て、大計は考察官に充て、秋審は主稿官に充つ。
（按察使は風紀を導き、官吏の行いを清く正しくさせることを職掌とする。囚人を取り調べ、訴状を調査し、そのうち重大な案件については布政使と相談し、それを刑部や都察院に送る。さらに省内全ての駅伝を治めることを兼務する。三年ごとに催される郷試では監試官に当て、また大計では考察官に当て、秋審では主稿官に当てる。）
このように、按察使の職掌は主として省内の治安・監察・裁判を司ることであるが、それ以外の一般的な政務にも携わる。以下にもう少し詳しく解説する。

### 治安関係
按察使は省内の治安維持を担っていた。具体的には、当時各地域に保甲制という相互監視・連帯責任を基本的性格とする治安維持組織があったが、その管理も按察使の職務であった。1798年（嘉慶3年）までは総督や巡撫の管轄であったが、それ以後は按察使が担ったのである。また府・州・県などより強盗や謀反といった案件の知らせが届けば、ただちに総督や巡撫に相談し、緑営の兵を投入し鎮圧に向かわせた（兵権は総督・巡撫にある）。

### 司法関係
按察使は「刑名の総匯」（司法の元締め）と言われるように、管轄省内の司法に大きな責任を有していた。按察使の具体的な職務に触れる前に、若干清朝の司法について述べる。

#### 清代の司法制度素描
近代以降、といっても国によって種々違いがあるので、ここでは仮に日本の裁判制度との相違を念頭に置くと、按察使や知県といった行政官が判決を下し実行できる刑罰には、官職のクラスによって制限が設けられていた。知州・知県といった下級行政官の場合、判決を出し執行できる刑は、その刑が笞・杖・枷号レベルの場合に限られる。それ以上の罪に該当すると考えられる場合は裁判経過などの書類及び判決文原案、犯人の身柄を府や道に送致し、改めて裁判を吟味した上で按察使に送る。按察使はさらに再度審査し、さらに総督・巡撫におうかがいを立てる。それが徒罪である場合は、そこで漸く判決文原案が判決文となって刑が確定する運びとなる。流罪以上は、さらに中央官庁の刑部等の判断を仰ぐことになる。また死罪に関しては皇帝の認可が無ければ執行できない制度となっている。
なお裁判の性質という点からいえば、前近代中国において民事・刑事という区分は存在しない。というよりもあらゆる事案は刑事的側面がどの程度かという観点から分類・処理されていた。貧民同士の争いが殺害に帰結した場合、それは重大な事案となるが、ある有数の資産家の没後に起きた遺産争いは、刑事的要素が希薄であるから重要性は減じ、下級審クラスでも処理できると判断されるのである。

#### 上告裁判
裁判を扱うと言っても、全てを対象とするものではなく、府・州・県といった下級行政単位における裁判に不服があると上告されたものを審理する。上告されても、それを全て扱うわけでもなく、下級の官庁、上告された県や州の近隣にある別の行政区に依託し再審理させることもあった。これを「委審」という。しかし按察使自ら審理を行うことが定められているものもある。上告された案件において、原審の官僚に不正（収賄・拷問）があるとの訴えが有る場合は、自ら裁判に臨んだ。また一端「委審」した案件について、再び上告された場合も自ら審理を行わねばならない。

#### 重大な裁判の審査
通常に比して重大な案件と思われるものについては、直接関与した。たとえば官僚が被告となっている裁判に関しては、布政使と共に審査に当たることが定められている。この他、上司に当たる総督あるいは巡撫より特に審理せよと命ぜられた案件も布政使とともに審理する。上司から委託されたものを、再度下級審に丸投げすることは許されていなかった。
さらに徒罪以上の追放罪・死罪にあたる案件を審理する。これらに相当すると判断される案件は、道・府・州・県から報告されて按察使が自ら審査に当たる。下級審は判決文の素案と犯人の身柄を按察使のいる省城まで送るのである。ただ按察使は直接取り調べても最終決定権がある訳ではなく、その審査結果をまず総督・巡撫に報告し、さらに中央の刑部、そして皇帝へと上奏することになっている。

#### 下級審の監督
府・州・県で行われた裁判に関し、その担当官僚から報告を受け、正常な裁判が行われているか否かを監督する。裁判に不当性が認められる時には、判決を破棄して再審をさせたり、あるいは直接の部下を派遣して証人・関係者を尋問したり、審理させる権利を有する。
下級審で扱った案件中、人命に関わるものや強盗案件については、按察使は随時報告を受けていた。案件の種類によって決められた期日内（2・3日ほど）に概略を報告書に認め提出することが、下級審の官僚たちには細かく定められている。また被害者や関係者からの聴取・容疑者の自白が得られた場合も詳しく按察使に報告する義務があった。ある省ではその期限を一月以内としていた。こうした下からの細かな報告の義務づけは、その不正・虚偽を防ぐためのものであり、また按察使が具体的な事例に基づいた指示が出せるようにという配慮からであった。

#### 秋審の主稿官
「秋審」とは、死罪犯に関する裁判を指す。「秋審」は各地の総督・巡撫が主催して行うが、その責任は按察使が担う。按察使が中心となって審議を進め、判決文素案を作成するからである。主稿官の名はそれに由来する。「秋審」の時期になると、各地から按察使の所に囚人が送られ、再度死罪に値するか布政使と合議の上吟味する。その結果をまず総督・巡撫に報告し、彼らから皇帝に上奏して裁断（すなわち刑を執行するのか、翌年まで延期するのか、減刑するのか等）を仰ぐのである。

#### 全省の監獄の管理
按察使は省内における全ての監獄運営の総責任者でもある。また直接には省会（日本の都道府県庁所在地に当たる）にある省内最大の監獄、所謂「司監」を管理する。この「司監」には、上告によって下級審から移された囚人や官僚でありながら罪に問われた者が収監される。その責任は非常に重く、たとえば1770年（乾隆35年）に広西省の「司監」から脱獄者が出た時には、それだけで按察使とその部下の司獄は免職となっている。

### その他

#### 駅伝関係
駅伝とは、馬によって上奏文などの公的文書や物品、さらには囚人を運搬あるいは護送するシステムである。現在の郵便制度に近いものといえる。各地に「駅」と称する拠点を設け、そこで普段から幾頭もの馬を養い輸送の際使用する。駅の数は省によって異なり、嘉慶年間を例にとると最も多い甘粛省などは330カ所以上あり、最も少ない広東省では10カ所ほどである。これは「南船北馬」ということばがあるように、南方の省ではクリークが発達し、馬よりも船が重用されたためである。駅伝システムは直接的には道・府・州・県の官僚がその整備維持を担ったが、1778年（乾隆43年）以降、それらを総括する職務を按察使が行った。

#### 監察関係
按察使は省内における下級文官の勤務評定を行う。具体的には、中国の地方官僚（総督と巡撫は含まず）には寅・巳・申・亥の年に、つまり三年ごと定期的に「大計」と呼ばれる勤務評定が課されるが、按察使はそれを審査する「考察官」の一人となり、下級官僚を評価した。

#### 科挙関係
省レヴェルで行われる科挙を郷試というが、これは三年ごとに実施される。その際、按察使は試験が不正なく行われているか貢院（試験会場）を監視する役目を担っていた。具体的には、常に会場内を巡回監視した。

## 清末の官制改革
清末、近代に対応すべく官制も改革されたが、司法分野においては、司法の独立を追求する形で改革が進められた。その中で按察使は廃され、提法使が設置された。1907年（光緒33年）6月以降、東北三省（遼寧省・吉林省・黒竜江省）を皮切りに設置され始め、1910年（宣統2年）になり漸く全省が按察使から提法使へと置き換えられた。
提法使は省内の検察を担う行政官で、省ごとに一人置かれた。官品は正三品。下僚として総務・刑名・典獄が配置された。職務は省内の司法行政の管理であり、具体的には省内の裁判所や検察庁、監獄の管理であった。

## 設置年表
| 年代               | 総設置数 | 設置場所（省）                                         |
| ------------------ | -------- | ------------------------------------------------------ |
| 1644年（順治元年） | 2        | 山東、山西                                             |
| 1645年（順治2年）  | 8        | 江南、河南、陝西、浙江、江西、湖広                     |
| 1647年（順治4年）  | 9        | 福建                                                   |
| 1649年（順治6年）  | 11       | 広東、四川                                             |
| 1651年（順治8年）  | 12       | 広西                                                   |
| 1658年（順治15年） | 13       | 貴州                                                   |
| 1659年（順治16年） | 14       | 雲南                                                   |
| 1664年（康熙3年）  | 16       | 江蘇、安徽、陝西、甘粛                                 |
| 1666年（康熙5年）  | 17       | 湖北、湖南                                             |
| 1724年（雍正2年）  | 18       | 直隷                                                   |
| 1907年（光緒33年） | 18       | 按察使を廃し、提法使を全国に設置しはじめる。1910年完了 |

※江蘇と安徽は江南を二つの省に分割した際設けられた。陝西と甘粛も陝西を分割して設置したもの。湖北と湖南も湖広を分割してそれぞれ設置した。

## 按察使を扱った物語
李宝嘉『官場現形記』第23回には、ある按察使が上告案件を取り上げた際、へまな取り調べを姦婦に行って失敗する笑い話がある。ただし落ちはない。しかし具体的な取り調べのやりとりが描写されていて、興味深い内容となっている。
清代の司法制度は、現代のものとは異なっている部分があるものの、下級審の不正を許さぬよう、監査に監査を重ね、細かな報告を期限付きで義務づけていることから分かるように、それなりの整合性・妥当性を持った体系を有していた。死刑などにも慎重であって、制度的に法務大臣クラスどころか、皇帝の承認が無ければ処断されなかった。しかし現実には骨抜きにされることが多かったことが上記『官場現形記』や『儒林外史』を紐解くと明らかになる。この二書はフィクションではあるが、所謂暴露小説に分類されるもので、登場人物などは架空であっても、その官僚たちの腐敗した様は現実を写し取ったものに他ならない。
按察使など中級審は、下から上がってきた案件について不当として斥けることもできた。これを「駮」という。しかし実際には下級審の官僚たちの面子、中国は面子の国である、を考慮し覆すことはまれであった。上訴してきたものを宥めたり、脅したり、あるいはその案件を放置し棚上げするなどは日常的であったといわれる。そこには官が官を庇う構造が厳然とあった。最高権力者である皇帝が厳正に裁判をするよういくら上諭を出しても、ついに官僚同士の癒着が引き起こす不正は無くすことができなかったのである。

## 植民地の按察使
近代以降、東アジアに欧米列強が進出してくるようになり、欧米の諸制度を租界・植民地に移植するようになると、類似の機能を持つものに中国における名称を与えた。この按察使もそうである。イギリスが上海に設立した高等法院の’Chief Judge of Supreme Court’、すなわち主席判事の中国名称を「按察使」と称した。別に「按察司」とも呼び、香港・マカオでも首席判事をそう呼称した。